# Бої за Гостомельський аеропорт
Бої за Гостомельський аеропорт розпочалися 24 лютого 2022 року під час російського вторгнення в Україну 2022 року Бої йшли за контроль над стратегічно важливим аеропортом «Антонов» біля смт Гостомель. Тривали з перервами до 27 лютого. Спершу аеропорт атакували російські вертольоти, які висадили десант. ЗСУ пізніше відбили аеропорт, але через день російські війська завдали другої атаки. У ході бою НГУ знищили нападників і пошкодили злітно-посадкову смугу, що не дало російським літакам Іл-76 змоги переправити основні сили на аеропорт Гостомель через повітряний міст.
Пізніше, 25 лютого, російські наземні сили, що прийшли з території Білорусі, зайняли територію аеропорту, але вже не могли користуватися нею для приймання літаків. Розпочалась Битва за Гостомель. Сили оборони України звільнили аеропорт 2 квітня 2022 року.
У цих боях було знищено найбільший у світі літак АН-225 «Мрія», що стояв в ангарі.

## Передумови
Аеропорт «Антонов», відомий також як Гостомельський аеропорт, використовувався здебільшого для вантажних польотів, а також випробувань літаків. Захоплення аеропорту російськими військами дало б їм змогу використати його для висадки численних десантників та легкої бронетехніки за допомогою вантажних літаків. У підсумку це було потрібно для оточення Києва. Оскільки Гостомель знаходиться на відстані 25 кілометрів на північний захід від Києва, то це давало можливість військам РФ атакувати Київ як з заходу, в районі Святошина, так і з півночі, в районі Оболоні та Мінського масиву.
Вперше про підготовку широкомасштабного вторгнення РФ в Україну повідомило 30 жовтня 2021 року американське видання Washington Post. Потім цю тему підхопили, посилаючись на дані західних розвідок, інші іноземні ЗМІ.
У середині січня 2022 року Київ відвідав директор Центрального розвідувального управління США Вільям Бернс. В розмові з Володимиром Зеленським він повідомив про конкретні плани нападу Росії на Україну, зокрема, шо один з ударів буде нанесено зі сторони Білорусі в напрямку української столиці та про «російські наміри захопити аеродром Гостомель на північному заході від Києва і використати його як платформу для висадки повітряно-десантних сил, щоб пришвидшити захоплення Києва».
19 січня 2022 року Президент України Володимир Зеленський записав звернення для ЗМІ, в якому була присутня фраза щодо ймовірності майбутньої широкомасштабної війни «У травні, як завжди, буде шашлик», яка згодом стала мемом.
18 лютого 2022 року Президент США Джо Байден на брифінгу заявив:
|  | У США є підстави вважати, що Росія нападе в наступні тижні чи дні. Путін ухвалив рішення. |

23 лютого 2022 року ДП «Антонов», як і інші підприємства ОПК України, отримало листа за підписом голови Укроборонпрому Юрія Гусєва, в якому зокрема говорилось:
|  | Ми продовжуємо жити і працювати спокійно та впевнено, без паніки виконуючи свою роботу, бо реальних підстав для неї наразі немає. А коли і якщо вони виникнуть, я обіцяю повідомити про це відверто. |

Охорону Гостомельського аеропорту забезпечувала 4-та бригада Національної гвардії України, котра базувалась у Гостомелі. У грудні 2021 року кілька сотень контрактників з особового складу бригади відправили спочатку для бойового злагодження на Яворівський військовий полігон в Львівську область, а зразу звідти, 20 лютого 2022 року, на ротацію до Луганщини. З ними ж відправилась на схід України і більша частина озброєння. Кількасот військовослужбовців, що залишились у розташуванні бригади, були переважно її адміністративним персоналом та строковиками.
У січні 2022 року аеродром відвідала делегація, до складу якої входили представники Центрального розвідувального управління США, Розвідувального управління Міністерства оборони Сполучених Штатів та американські дипломати, для оцінки вразливості летовища перед можливим повномасштабним вторгненням військ РФ. В лютому представники Служби безпеки України встановили на аеродромі камери відеоспостереження з автономним живленням, які мали за допомогою мережі зв'язку 4G передавати онлайн зображення. За кілька годин до вторгнення  обладнання було виведено з ладу.

## Перебіг подій

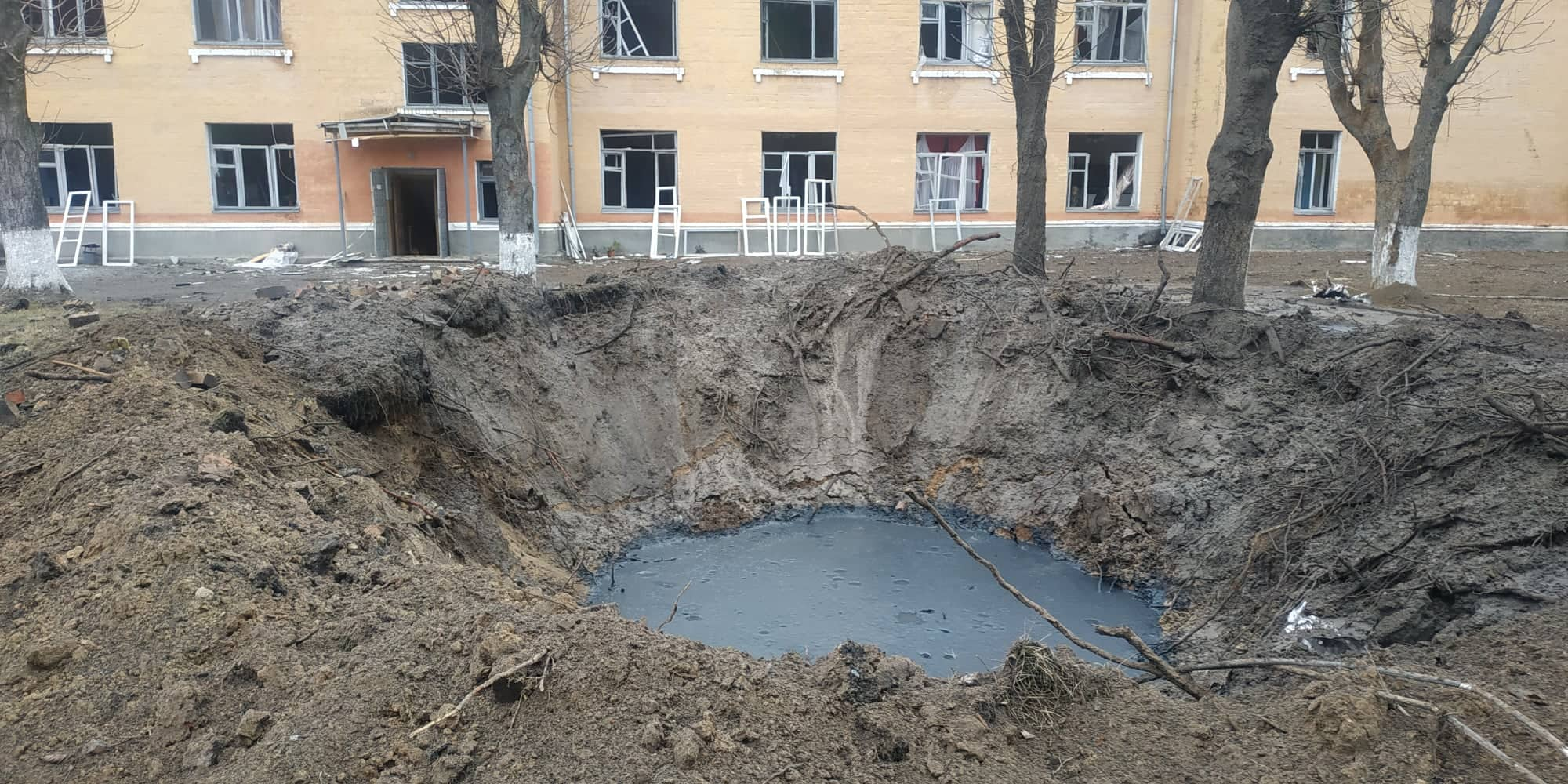
Вирва від крилатої ракети Калібр поблизу цивільних гуртожитків неподалік Гостомельського аеропорту

### 24 лютого
24 лютого близько 7:00 військова частина 3018 Національної гвардії України зазнала обстрілу крилатою ракетою. У результаті обстрілу було пошкоджено цивільний житловий будинок біля аеропорту. Близько 8-ї години 34 російських вертольоти Ка-52, озброєних ракетами, вилетіли на південь через українсько-білоруський кордон на малій висоті в бік Києва. На шляху вони потрапили під вогонь зі стрілецької зброї та переносних зенітних ракет — ймовірно, «Стріла», «Ігла-С», «Piorun» чи «Stinger». Один вертоліт було збито, екіпаж катапультувався. Ще один здійснив аварійну посадку на пів шляху й один було знищено українським літаком Міг-29. Досягнувши аеропорту, вертольоти обстріляли його ракетами для знищення потенційних захисників.

Слідом вирушили 18 штурмових транспортників Мі-8, які перевозили до 300 елітних російських десантників. Вони висадили десант на аеродромі, зав'язався бій із ротно-тактичною групою НГУ чисельністю близько 150 бійців, озброєною засобами ППО (американські джерела вказують також бронетехніку). Українські літаки МіГ-29 завдали удару по аеропорту. Станом на 19:20 аеропорт було захоплено російськими військами 45-ї бригади спеціального призначення ВДВ РФ, які дали змогу прибути наступним російським силам. Після 5-го вертолітного авіанальоту росіяни знищили найбільший у світі літак Ан-225 «Мрія». Бій тривав до вечора, коли російські ВДВ були витіснені з аеропорту, але сутички продовжилися в лісах за його межами. 

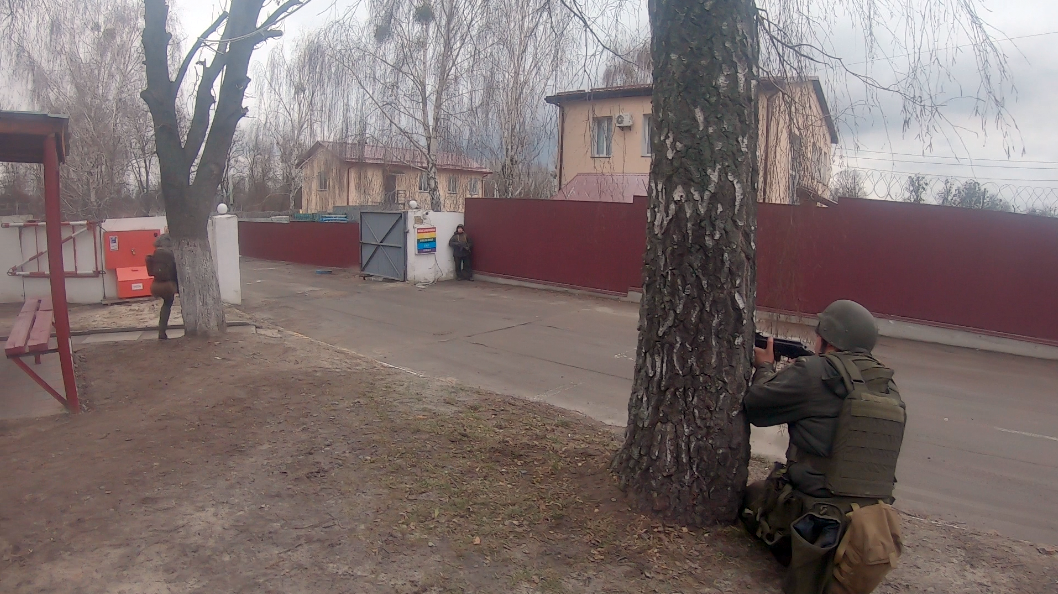
Українські бійці прикривають відхід особового складу і цивільних службовців з бази

Станом на 21:00 десантні сили ЗСУ відбили Гостомельський аеропорт, відпрацювавши по аеродрому некерованими авіаційними ракетами (НАР) та потім зачистивши його від ворогів, про що повідомив радник міністра внутрішніх справ Антон Геращенко у своєму фейсбуці. Для закріплення успіху спецпідрозділ «Альфа» знищив чеченців з «армії Кадирова» на чолі з командиром Магомедом Тушаєвим.

### 25 лютого
Близько третьої ночі 25 лютого на околиці Києва, у районі Гостомеля, знову пролунали вибухи. Близько 14:00 Міністерство оборони Росії заявило, що відбило аеропорт «Антонов» у результаті операції за участю нібито 200 вертольотів.

### 27 лютого
27 лютого у Гостомелі на повороті до Ірпеня тривав бій. ЗСУ завдали удару по аеропорту, щоби зробити його непридатним для використання ворогами. Також завдали атаки по ворожій техніці в аеропорту Гостомеля. Техніку окупанта, машини постачання та особовий склад вдалося знищити. Зачистку здійснювали 80-та бригада, 8-й полк і 72-га бригада ЗСУ.

### 3-4 березня

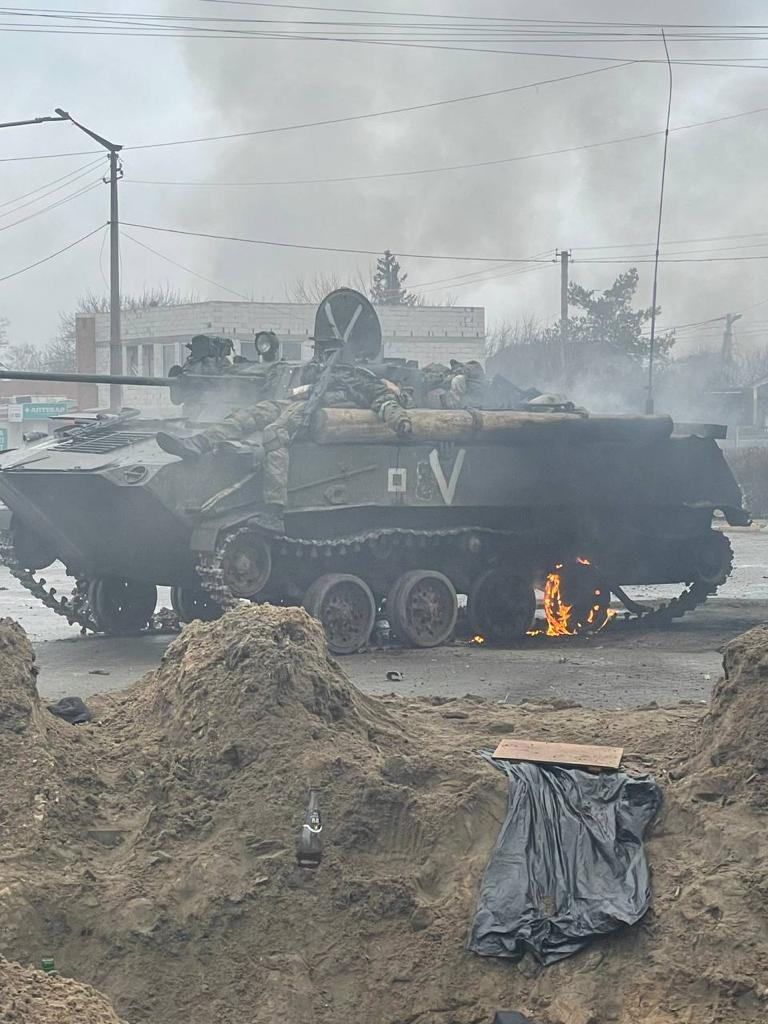
Підбита в ході боїв за Гостомель БМД-2 31-ї окремої десантно-штурмової бригади РФ під час російського вторгнення в Україну 2022 року

3 березня бої поновилися. 4 березня бійцями спецназу ГУР МО, 3-ого окремого полку спеціального призначення та добровольчої ротно-тактичної групи «Ірпінь» знищено щонайменше 50 військовиків зі складу 31-ї окремої гвардійської десантно-штурмової бригади. Українськими військовими захоплено зброю, військову техніку, штабні та особисті документи.

### 5 березня
Стало відомо, що російські окупанти захопили ЖК «Покровський» і взяли в полон щонайменше 40 місцевих жителів.

### 6 березня
6 березня українськими військовими в ході боїв за Гостомель було знищено щонайменше 27 військових ЗС РФ. Більшість серед загиблих становили десантники 31 ОДШБр.

## Наслідки і втрати

### Російські втрати
Радник глави Офісу президента України Олексій Арестович зазначив, що в Гостомелі ліквідували близько 200 російських спецпризначенців — фахівців із захоплення аеропортів.
За даними військового блогера Oryx, росіяни втратили у боях 6 гелікоптерів: 1 Мі-8, 1 Мі-28, і 4 Ка-52.

### Українські втрати
25 лютого був знищений найдовший літак на планеті- Ан-225. Також за заявою конструктора-споттера Руслана Пала (в мережі Фейсбук) був знищений особистий літак генерального конструктора АНТК — Ан-74Т (UR-74010), легкий транспортний літак з складу АНТК Ан-26, регіональний багатоцільовий — Ан-28, прототип Ан-72П, легкий Ан-2, 2 приватні літаки виробництва Textron/Cessna, пошкоджені передсерійний Ан-140, прототип Ан-132Д та єдиний літаючий в Україні Ан-22.
За заявою Укроборонпрому, на момент вторгнення літак АН-225 «Мрія» перебував на ремонті в аеропорту Гостомель, тому не встиг вилетіти з України і був знищений російськими окупантами. Його відновлення коштуватиме понад $3 млрд і потребуватиме тривалого часу. Літак використовувався для перевезення вакцин від COVID-19. 26 лютого 2022 українська армія тимчасово відбила Гостомель. Протягом дводенних боїв було знищено, зокрема, понад 50 окупантів із 31-ї окремої гвардійської бригади з Ульяновська (Росія).
Серед полеглих українських захисників: Луков Руслан Юрійович (14.3.2022).